# Mickey (1918)
Mickey é um filme mudo norte-americano de 1918 em longa-metragem, do gênero comédia dramática, estrelado por Mabel Normand, escrito por J.G. Harks, dirigido por F. Richard Jones e James Young. O filme foi produzido pela Mabel Normand Feature Film Company.

## Elenco
- Mabel Normand ... Mickey

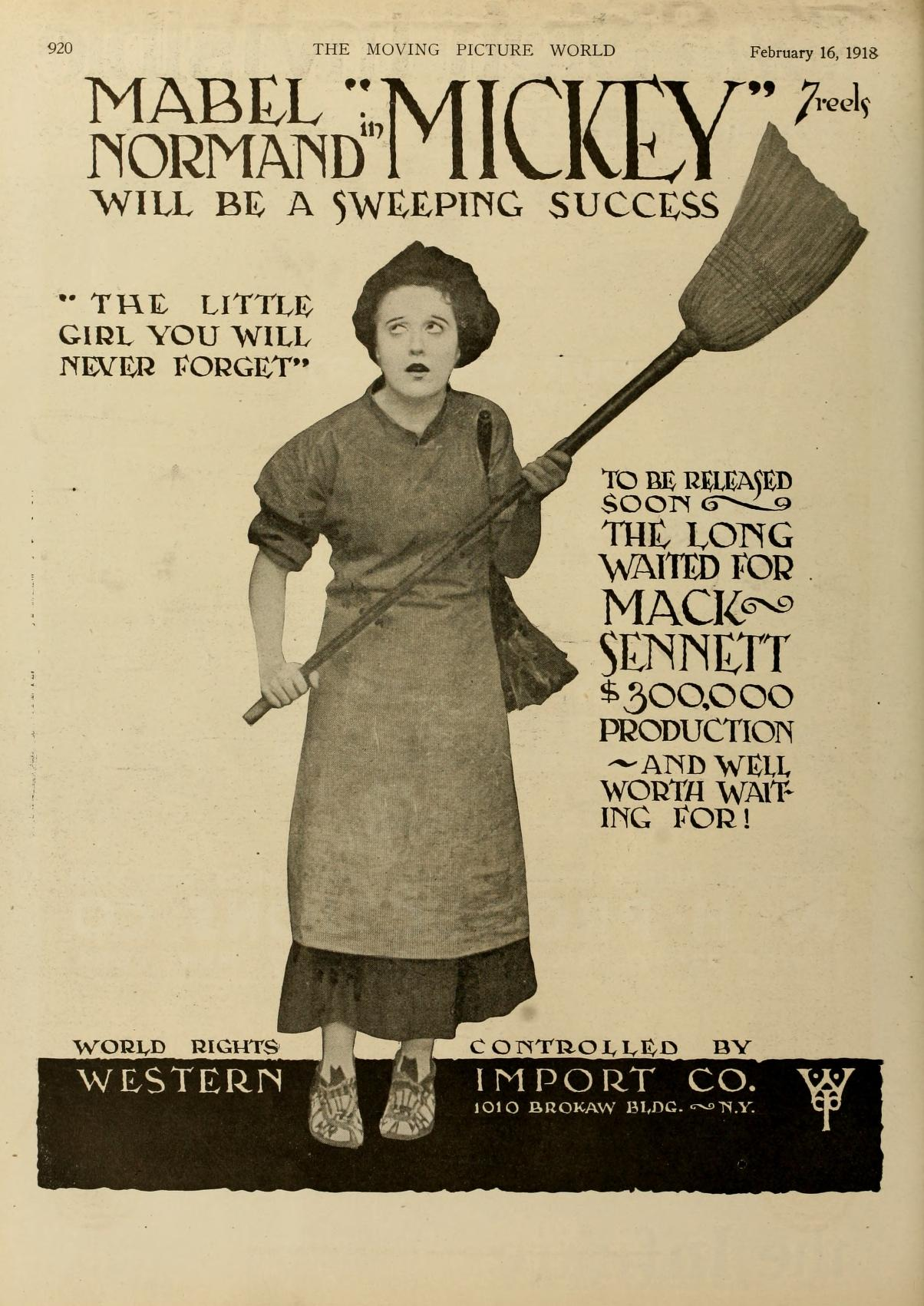
Anúncio de 1918

- George Nichols ... Joe Meadows (como Geo. Nichols)
- Wheeler Oakman ... Herbert Thornhill
- Minta Durfee ... Elsie Drake (como Minta Durffy)
- Laura La Varnie ... Mrs. Geoffrey Drake (como Laura Lavarnie)
- Lew Cody ... Reggie Drake (como Louis Cody)
- Tom Kennedy ... Tom Rawlings
- Minnie Devereaux ... Minnie (como Minnie Ha Ha)
- Joe Bordeaux ... Stage Driver (não creditado)
- William Colvin ... Butler (não creditado)